# Hay un camino a la derecha
Hay un camino a la derecha es una película dramática española dirigida por Francisco Rovira Beleta. Rodada en 1952 en Barcelona, tiene claras influencias del neorrealismo italiano. Su estreno comercial tuvo lugar en 1954, aunque con anterioridad fue presentada, entre otros festivales, en la I Semana Internacional de Cine de San Sebastián, donde sus dos principales intérpretes, Francisco Rabal y Julita Martínez, obtuvieron sendos primeros premios.

## Reparto
| Intérprete          | Personaje       |
| ------------------- | --------------- |
| Francisco Rabal     | Miguel          |
| Julita Martínez     | Inés            |
| Carlos Otero        | Goyo            |
| Isabel de Castro    | Maruja          |
| Manolito García     | Víctor          |
| Antonio Bofarull    | Vicente         |
| Juan Manuel Soriano | inspector Tormo |
| José Luis García    | "el Zurdo"      |
| José Ramón Giner    | "el Chiva"      |
| José Pinillo        | "el Aldeano"    |
| Ramón Hernández     | "el Chepa"      |
| Enrique Borrás      | capataz         |
| Francisco Tuset     | pintor          |
| Salvador Muñoz      | cirujano        |
| Consuelo de Nieva   | florista        |
| Luz de Sevilla      | bailarina       |

## Argumento
Miguel es un marinero que es despedido a la llegada de su barco al puerto de Barcelona, ciudad donde vive junto a su mujer, Inés, y su hijo Víctor. La falta de oportunidades laborales le lleva a aceptar un mal remunerado puesto de vigilante en un almacén del muelle.
La precaria situación económica familiar hace que Miguel se sienta culpable y a disgusto. La impaciencia le llevará a colaborar en un robo que tendrá lugar en el almacén donde él trabaja.

## Producción
La película fue rodada entre el 1 de agosto de 1952 y el 1 de enero de 1953. La presencia de diferentes escenarios urbanos en la película es determinante en el pretendido carácter realista de la cinta. Así, el trabajo de Miguel permite localizaciones en los muelles del puerto y alrededores, y su casa nos sitúa en pleno barrio chino. También hay escenas rodadas en el poblado chabolista del Somorrostro y su playa, y en la calle Anglí, y algunas escenas interiores en la sala Gran Price (durante una velada de lucha libre) y en el Hospital Clínico. Otras escenas, como las del interior de la vivienda, fueron rodadas en los estudios Kinefón.
Entre el elenco técnico que participó en esta película y que después desarrollaría una carrera interesante podemos destacar al ayudante de dirección (Francisco Pérez Dolz), al secretario de dirección (José María Forn) y al segundo operador (Ricardo Albiñana).
Antonio Bofarull, célebre tenor en la Barcelona de la época y propietario del también famoso restaurante "Los caracoles", había fundado en 1948 la productora Titán Films. Además de producir el filme, participó en él como intérprete secundario. También influyó en el cambio del final de la película. Según Rovira-Beleta, este final feliz «no fue debido a la censura sino al productor. Ese final es un pastiche. La película acaba con el entierro y empieza con el despido de Rabal como marinero del barco. Todo lo otro está añadido por el productor [...] Manuel Saló (el co-guionista) se puso como una fiera porque no quería ese final».
Este cambio en el final motiva que el principio sea también alterado. En un breve flash forward, mientras vemos imágenes del puerto y un plano general de la salida de trabajadores de La Maquinista Terrestre y Marítima y luego la llegada apresurada de uno de ellos a su domicilio, «una voz en off marca, con una apología de la resignación al destino y una exaltación de la familia, una lectura unidireccional del relato...»

## Estreno y reconocimientos
Con anterioridad a su estreno, Hay un camino a la derecha fue presentada en la 1ª Semana Internacional del Cine de San Sebastián, donde sus dos intérpretes principales recibieron sendos premios. También se exhibió en el Certamen Cinematográfico de la Merced, durante la Fiesta Mayor de Barcelona de 1953 y se le otorgó el Premio Ciudad de Barcelona a Rovira-Beleta por su dirección.
La película se estrenó en Barcelona en el cine Pelayo el 22 de febrero de 1954, manteniéndose en cartelera 61 días y en Madrid el 7 de mayo del mismo año en los cines Paz y Casanovas, donde permaneció en exhibición 56 días. El éxito de público fue enorme y en 1955 la película recibió un premio, concedido por la revista Espectáculo, a la "Máxima Comercialidad" del año anterior.

### Premios
1.ª Semana Internacional del Cine de San Sebastián
| Categoría                                              | Candidato       | Resultado |
| ------------------------------------------------------ | --------------- | --------- |
| Concha de Plata a la mejor actriz en película española | Julita Martínez | Ganadora  |
| Concha de Plata al mejor actor en película española    | Francisco Rabal | Ganador   |